# Fritz Bräuning

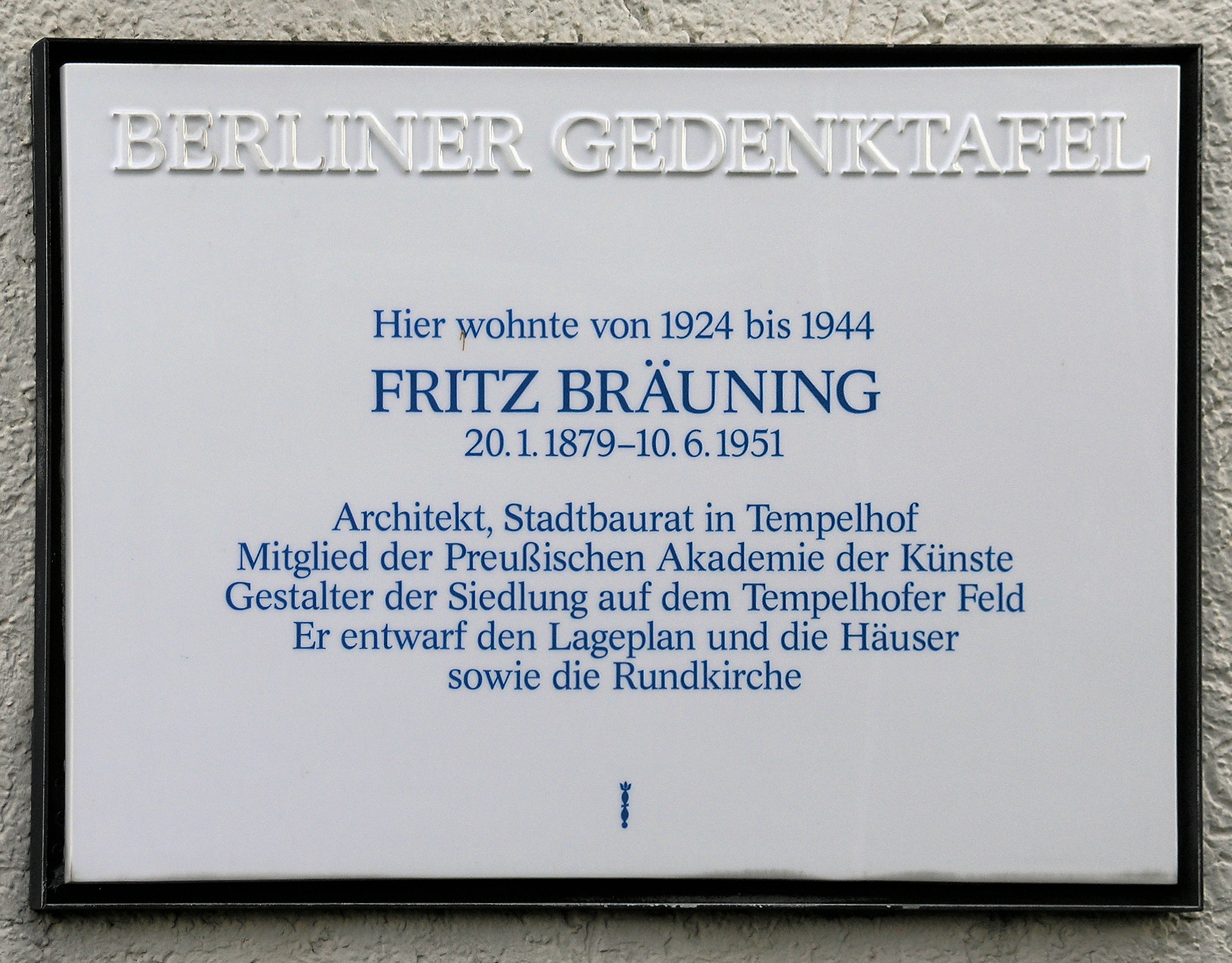
Berliner Gedenktafel in der Manfred-von-Richthofen-Straße 77, Berlin-Tempelhof

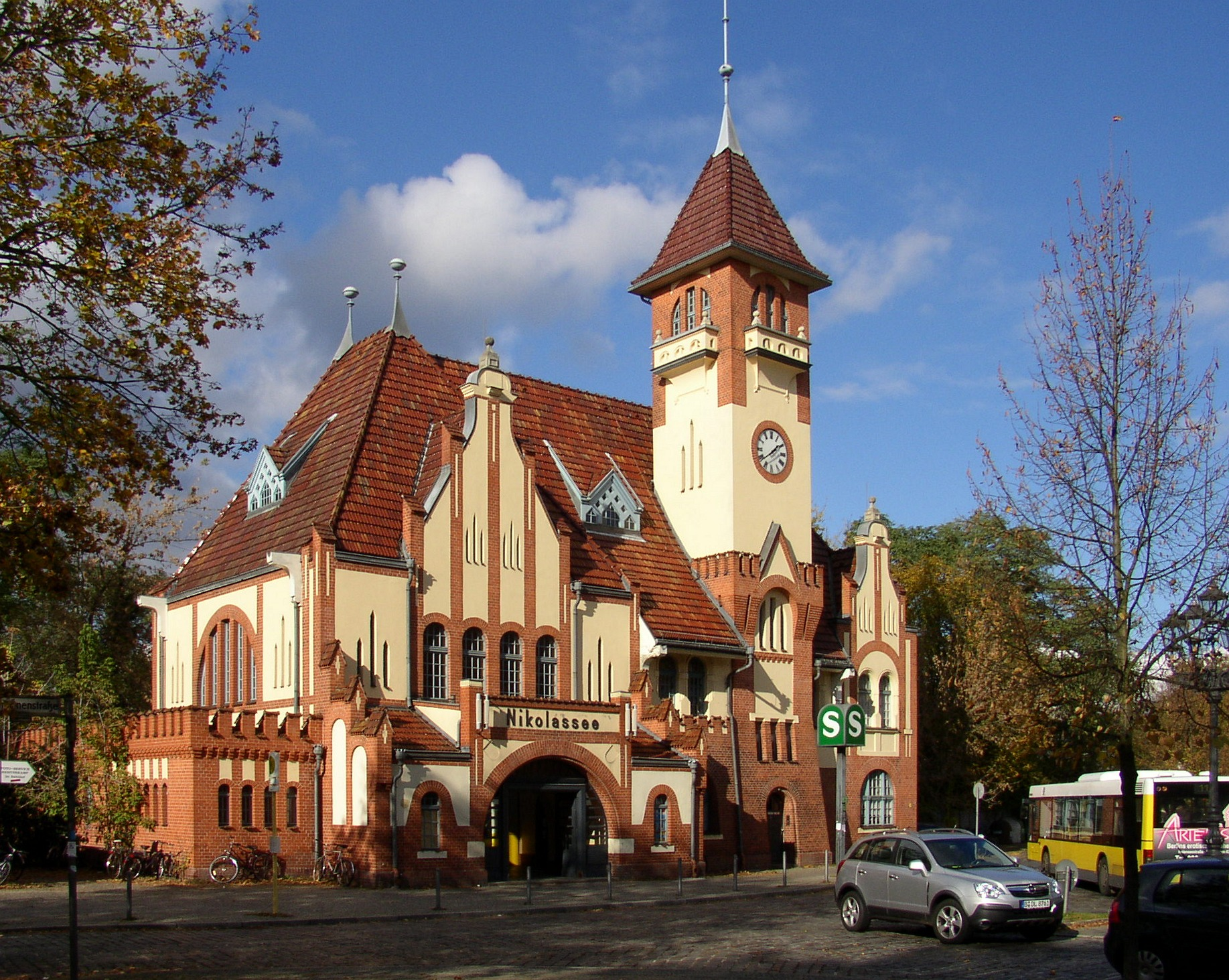
Empfangsgebäude des S-Bahnhofs Berlin-Nikolassee

Fritz Bernhard Bräuning (* 20. Januar 1879 in Halle (Saale); † 10. Juni 1951 in Berlin) war ein deutscher Architekt und Stadtplaner.

## Leben
Bräuning studierte an der Technischen Hochschule Berlin-Charlottenburg, der Technischen Hochschule München und der Technischen Hochschule Dresden.
Von 1905 bis 1912 war er Regierungsbaumeister im preußischen Staatsdienst, anschließend Gemeindebaumeister und Stadtbaurat in (Berlin-)Tempelhof. Seit 1919 gehörte er der Preußischen Akademie der Künste an.
Mit der Bildung Groß-Berlins im Jahr 1920 wurde er Dezernent für Bauwesen im Bezirk Tempelhof.
1934 wurde er entlassen, da er seit 1909 mit Käte Bräuning (geborene Berliner) verheiratet war, einer Halbjüdin nach den Nürnberger Gesetzen. Zusammen hatten sie zwei Töchter, Gabriele (1910–2005) und Brigitte (geb. 1915).
Ab 1945 bis 1950 leitete er das Planungsamt in Tempelhof.

## Werk
Ein Frühwerk ist das von 1901 bis 1902 erbaute Empfangsgebäude für den S-Bahnhof Berlin-Nikolassee, das mittelalterliche Bauelemente mit dem Jugendstil verbindet. 1920/1921 entstand die städtebauliche Planung für die „Gartenstadt Neu-Tempelhof“; sie wurde zwischen 1920 und 1928 umgesetzt. Die dortige Kirche auf dem Tempelhofer Feld, eine große Rundkirche, projektierte er 1927. Weitere Bauten sind eine Handels- und Gewerbeschule in Potsdam, das Joachimsthalsche Gymnasium in Templin sowie zahlreiche Schul- und Siedlungsbauten. Dazu zählt auch die sogenannte Wolframsiedlung zwischen Attilastraße und Wulfila Ufer in Berlin-Tempelhof.

## Ehrungen
Seit 2002 trägt der Fußweg Fritz-Bräuning-Promenade in Neu-Tempelhof seinen Namen.

## Bauten und Entwürfe

### Schulen
- 1906–1908 Handels- und Gewerbeschule in Potsdam
- 1910–1912 Joachimthalsches Gymnasium in Tempelin in der Uckermark
- 1912–1914 Volksschule am Alarichplatz in Tempelhof
- 1913–14: Luise-Henriette-Oberschule an der Germaniastraße 4–6 in Berlin-Tempelhof[5]
- 1929 Askanisches Gymnasium und Volksschule auf dem Tempelhofer Feld zwischen der Boelckestraße und dem Bäumerplan in Neu-Tempelhof

### Sonstige Bauten
- 1919–1928 Siedlung auf dem Tempelhofer Feld (Neu-Tempelhof)
- 1928 Evangelische Kirche auf dem Tempelhofer Feld in Neu-Tempelhof
- 1930 Landschulheim Hermsdorfer Mühle bei Zeuthen
- 1931 Tagesstätte (Ambulatorium) östlich des Kirchhainer Damms in Lichtenrade (während des Zweiten Weltkriegs zerstört)
- 1932 Altersheim in der Strelitzstraße 15 in Berlin-Mariendorf